# Мати (филм из 1959)
„Мати” је југословенски ТВ филм из 1959. године. Режирао га је Сава Мрмак а сценарио је написао Миле Клопчић

## Улоге
| Глумац          | Улога |
| --------------- | ----- |
| Петар Банићевић |       |
| Зоран Бендерић  |       |
| Сава Јовановић  |       |
| Ђорђе Ненадовић |       |
| Олга Савић      |       |